# Jeune et Golri
Jeune et Golri est une série télévisée française créée par Agnès Hurstel, Victor Saint Macary et Léa Domenach et diffusée depuis le 2 septembre 2021 sur OCS.
Au Québec, elle est diffusée sur TV5 Québec Canada.
La série obtient les prix de meilleure série française et meilleure composition originale au Festival Séries Mania.

## Synopsis
Prune, une femme de 25 ans faisant du stand-up, tombe amoureuse de Francis, un homme de 46 ans. Ce dernier ayant un enfant, Prune devient ainsi sa belle-mère.
C'est l'histoire d'une maternité non choisie mais golri. C'est l'histoire de Prune.

## Fiche technique
- Création : Agnès Hurstel, Victor Saint Macary et Léa Domenach
- Scénario : Agnès Hurstel et Léa Domenach
- Réalisation : Fanny Sidney
- Musique : Pierre III (Pierre Leroux)
- Musique du générique : Pierre III (Pierre Leroux)
- Photographie : Romain Carcanade
- Son : Cyril Moisson
- Décors : Thibault Pinto
- Costumes : Chloé Lesueur
- Montage : Camille Delprat
- Coproduction : Matthieu Sibony
- Production exécutive : Michael Gentile et Lauraine Heftler
- Société de production : OCS, The Film TV, 6Bony

## Distribution
- Agnès Hurstel : Prune
- Jonathan Lambert : Francis
- Jehanne Pasquet : Alma, la fille de Francis (saison 1)
- Saül Benchetrit : Alma (saison 2)
- Marie Papillon : Adélaïde
- Thomas Gioria : Ernest
- Paul Mirabel : Paul
- Lison Daniel : Alice
- Baya Kasmi : Rose
- Ophélia Kolb : Nathalie, la mère d’Alma
- Nordine Ganso : Nordine
- Juliette Gasquet : Roro
- Jerôme Lenôtre : Georges
- Elie Benchimol : Jordan
- Jeremy Lewin : Jérôme
- Marie-Sohna Condé : la productrice

## Épisodes

### Première saison (2021)
1. Flash Tits / La Rencontre
2. Voir sa fille et mourir
3. La guerre est déclarée
4. Une nounou d'enfer
5. Les enfants ont toujours raison et les parents sont toujours ivres
6. Le Maître et le caca
7. Jeune et Golri ?
8. Des couteaux et des strings

### Deuxième saison (2023)
Elle a été diffusée à partir du 8 juin 2023.
1. Les Belles gosses
2. Des seins sublimes
3. Je veux faire un drame
4. Merci Mamina
5. Ça pisse ou ça sniffe
6. La Fugue
7. Le Grand jour
8. Couper le cordon

## Distinctions
- Festival Séries Mania 2021 : Meilleure série française et meilleure composition originale[3].